# Goro Miyazawa
Goro Miyazawa (宮沢吾朗?; Obihiro, 29 novembre 1949) è un goista giapponese.

## Biografia
Imparò il Go fin da giovanissimo, venendo accettato come allievo nel prestigioso dojo di Minoru Kitani. Diventò professionista nel 1966 e raggiunse il massimo grado di 9° dan nel 1983.
Nonostante nel suo palmares figurino solo due titoli è stato una presenza costante nelle fasi finali di tutti i principali tornei tra gli anni '80 e '90.

## Palmares
| Titolo    | Vittorie       | Finalista |
| --------- | -------------- | --------- |
| Shinjin-O | 2 (1980, 1985) | 1 (1983)  |
| Totale    | 2              | 1         |

| Controllo di autorità | VIAF (EN) 260913515 · ISNI (EN) 0000 0003 8131 8020 · NDL (EN, JA) 01001931 |